# Benjamin Tammuz
Benjamin Tammuz (Charkiv, 11 luglio 1919 – Gerusalemme, 19 luglio 1989) è stato uno scrittore israeliano.
Tammuz ha contribuito alla cultura del proprio Paese in diverse discipline come romanziere, giornalista, critico, pittore e scultore.

## Biografia
Benjamin Tammuz è nato in Unione Sovietica e all'età di cinque anni è emigrato con i genitori in Palestina. Ha frequentato la scuola Tachkemoni e il liceo ebraico Herzliya a Tel Aviv. Fin dalla tenera età si è dedicato alla scrittura, scultura e pittura. Ha sviluppato un forte interesse nei confronti della storia dell'arte, concretizzatosi con la laurea alla Sorbona di Parigi. Sempre in gioventù è stato un membro del movimento comunista e di quello Canaanita. Più dei suoi insegnanti e amici fu l'artista Yitzhak Danziger a esercitare una significativa influenza su di lui.
Nel 1948 Tammuz lavora per il giornale Haaretz. All'inizio scrisse per la rubrica “Uzi&Co.”, successivamente per il quotidiano Haaretz Shelanu. Dal 1965 ha scritto per il supplemento culturale e letterario del giornale come critico d'arte. Dal 1971 al 1975 ha prestato servizio come addetto culturale presso l'ambasciata israeliana a Londra e dal 1979 al 1984 è stato invitato come scrittore residente all'università di Oxford. Tammuz è autore di una decina di romanzi, cinque libri di storie brevi, due opere teatrali e otto libri per bambini. Ha ricevuto alcuni premi letterari tra cui il premio Za'ev nel 1972. Il suo romanzo Il minotauro, citato da Graham Greene, è stato scelto libro dell'anno in Inghilterra nel 1981. Il suo lavoro è stato ampiamente pubblicato all'estero. Tammuz muore nel 1989 a Tel Aviv.

## Opere pubblicate in Italia
- ”Il frutteto”, E/O (1997)
- ”Il minotauro”, E/O (1997)
- ”Il re dormiva quattro volte al giorno”, E/O (1998)
- ”Requiem per Naaman: cronaca di discorsi famigliari (1895-1974)”, E/O (1999)
- ”Londra”, E/O (1999)